# Las Palmitas, Guanajuato
Las Palmitas är en ort i Mexiko.   Den ligger i kommunen Doctor Mora och delstaten Guanajuato, i den centrala delen av landet, 230 km nordväst om huvudstaden Mexico City. Las Palmitas ligger 2 077 meter över havet och antalet invånare är 362.
Terrängen runt Las Palmitas är kuperad norrut, men söderut är den platt. Runt Las Palmitas är det ganska tätbefolkat, med 67 invånare per kvadratkilometer. Närmaste större samhälle är San José Iturbide, 16,6 km söder om Las Palmitas. Trakten runt Las Palmitas består till största delen av jordbruksmark.